# Кирххајм
Кирххајм (фр. Kirchheim) насеље је и општина у Француској у региону Алзас, у департману Доња Рајна.
По подацима из 2011. године у општини је живело 666 становника, а густина насељености је износила 289,57 становника/km².

## Демографија
| 1962. | 1968. | 1975. | 1982. | 1990. | 2011. |
| ----- | ----- | ----- | ----- | ----- | ----- |
| 319   | 321   | 439   | 438   | 499   | 666   |